# Indraneil Das
Pour les articles homonymes, voir Das.
Indraneil Das est un herpétologiste anglo-malaisien né en 1964 à Calcutta.
Diplômé de l'université d'Oxford, il travaille à l'Institute of Biodiversity and Environmental Conservation de l'Universiti Malaysia Sarawak.

## Taxons nommés en son honneur
- Adenomus dasi Manamendra-Arachchi & Pethiyagoda, 1998
- Cnemaspis indraneildasii (Bauer, 2002)
- Japalura dasi (Schleich & Kästle, 2002)

## Quelques taxons décrits
- Amphiesma kerinciense
- Anomochilus monticola
- Boiga wallachi
- Calluella minuta
- Cnemaspis alwisi
- Cnemaspis assamensis
- Cnemaspis baueri
- Cnemaspis chanthaburiensis
- Cnemaspis dezwaani
- Cnemaspis dringi
- Cnemaspis gordongekkoi
- Cnemaspis jacobsoni
- Cnemaspis limi
- Cnemaspis modiglianii
- Cnemaspis otai
- Cnemaspis pemanggilensis
- Cnemaspis perhentianensis
- Cnemaspis phuketensis
- Cnemaspis retigalensis
- Cnemaspis samanalensis
- Cnemaspis whittenorum
- Cnemaspis yercaudensis
- Cyrtodactylus adleri
- Cyrtodactylus gordongekkoi
- Cyrtodactylus tiomanensis
- Dibamus booliati
- Dibamus dezwaani
- Dibamus ingeri
- Dibamus tebal
- Dibamus vorisi
- Dixonius vietnamensis
- Eutropis gansi
- Eutropis tammanna
- Gongylosoma mukutense
- Hylarana chitwanensis
- Ingerana charlesdarwini
- Ingerophrynus kumquat
- Kalophrynus eok
- Kaloula assamensis
- Kalophrynus orangensis
- Limnonectes shompenorum
- Lipinia inexpectata
- Luperosaurus sorok
- Microhyla mantheyi
- Nanorana mokokchungensis
- Nyctibatrachus petraeus
- Pelophryne linanitensis
- Pelophryne murudensis
- Philautus sanctisilvaticus
- Philautus terebrans
- Ptychozoon nicobarensis
- Rhacophorus gadingensis